# メガネの和光
株式会社メガネの和光（メガネのわこう、英: Wako Optical Co., Ltd.）は、愛知県名古屋市中区栄に本社を置く眼鏡の小売チェーンである。

## 概要
愛知県を中心に全国に「メガネの和光」および「和光コンタクトレンズ」を28店舗展開（首都圏などでは丸善メガネサロンとして、他地域では入居する百貨店の名称を付けた店もある）。ミッドランドスクエアには新型店舗のセレクトショップ「G・TRANCE」（ジートランス）を出店している。また、イメージキャラクターにプロ野球元中日・ロッテ選手、元横浜監督の野球評論家牛島和彦を起用し、名古屋市営地下鉄の車内には牛島を起用した広告が掲示されている。

## 沿革
- 1946年（昭和21年）6月 - 設立。
- 2008年（平成20年）3月 - 多機能視力センターを本店地下に開設。

## 店舗
愛知県を中心に28店舗。

### 東日本
- 北海道 - 1店舗
- 東京都 - 2店舗
- 神奈川県 - 1店舗

### 西日本
- 愛知県 - 19店舗（うち、和光コンタクトレンズ：2店舗）
- 三重県 - 1店舗
- 大阪府 - 1店舗
- 兵庫県 - 2店舗
- 福岡県 - 1店舗